# Benjamin Griveaux

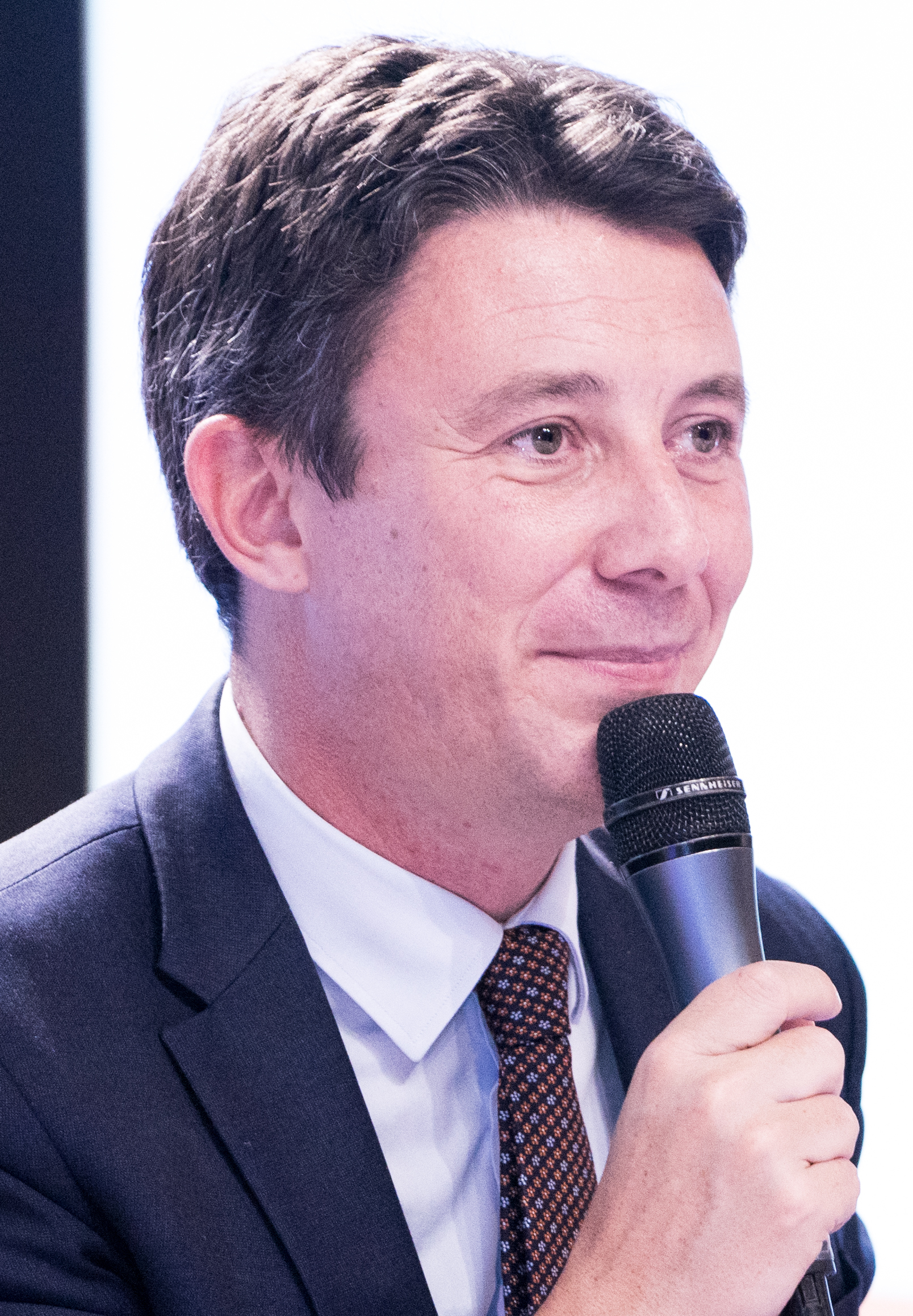
Benjamin Griveaux (2018)

Benjamin Griveaux (* 29. Dezember 1977 in Saint-Rémy, Département Saône-et-Loire) ist ein französischer Politiker (La République en Marche). Von 2016 bis 2019 war er Regierungssprecher, bevor er als Kandidat zum Amt des Bürgermeisters von Paris antrat. Im Februar 2020 trat er während des Wahlkampfs im Rahmen einer Affäre von seiner Kandidatur zurück.

## Lebenslauf
Benjamin Griveaux studierte an Sciences Po in Paris und graduierte dort 1999; er setzte seine Studien an der HEC Paris fort und schloss 2001 mit einem Master ab. Seine Bewerbung für die französische Elite-Verwaltungshochschule École nationale d’administration war nicht erfolgreich.
Griveaux war zunächst Mitglied des Parti socialiste und arbeitete für Dominique Strauss-Kahn bis 2007. Danach engagierte er sich als Kommunalpolitiker in Chalon-sur-Saône, bevor er Vizepräsident des Départementrat von Saône-et-Loire wurde. Von 2012 bis 2014 war er im Kabinett der Gesundheitsministerin Marisol Touraine tätig, bevor er bis 2016 in der Privatwirtschaft tätig wurde.
Er gilt als Vertrauter von Emmanuel Macron und nahm an der Gründung dessen Partei La République en Marche (LREM) teil. Ab 2015 war er deren Sprecher; 2016 wurde er als Abgeordneter in die Assemblée Nationale gewählt und Staatssekretär im Finanzministerium, bevor er im November 2017 Regierungssprecher für Edouard Philippe wurde.
Am 5. Januar 2019 war Griveaux vor Ort, als die Gelbwesten bei einer Demonstration mit einem Gabelstapler in das Stadtpalais Hôtel de Rothelin-Charolais (Sitz des Regierungssprechers) eindrangen. Es war das erste Mal in der Fünften Republik seit 1958, dass ein Minister gezwungen war, aus „seinem Büro zu fliehen und zu rennen“. Die Zeitung Le Monde schrieb, dass „der Angriff auf sein Ministerium zweifellos nicht ohne Zusammenhang mit dem steht, was Benjamin Griveaux hervorrufen kann: ein Image des Raufbolds, der bereit ist, die Macronie bis zur Provokation zu verteidigen“.  Im März 2019 trat er zurück.
Er kandidierte für das Amt des Pariser Bürgermeisters bei den Kommunalwahlen 2020. Zwar trat für die LREM auch der Parteigenosse Cédric Villani an, Macron bevorzugte jedoch die Kandidatur Griveauxs. Während dieser zuerst gute Ergebnisse in Meinungsumfragen erreichte, fielen seine Beliebtheitswerte im Rahmen der Proteste gegen die Rentenreform der Regierung Macron ab.
Der russische Künstler Pjotr Pawlenski verbreitete im Februar 2020 Fotos und Videos intimer Natur, die Griveaux im Mai 2018 an eine Bekannte (und spätere Lebensgefährtin von Pawlenski) geschickt hatte. Pawlenski begründete die Verbreitung damit, dass Griveaux ein intaktes Familienleben vorgaukle und diese „Heuchelei“ veröffentlicht werden müsse. Griveaux kündigte daraufhin seinen Rückzug an, weil eine Kampagne gegen ihn laufe und er bedroht werde.
Die Polizei nahm kurz danach Pawlenski und seine Freundin fest; Griveaux hatte Anzeige wegen Verletzung der Intimsphäre erstattet. Pawlenski wurde 2023 zu einer Strafe von sechs Monaten Haft, die er außerhalb des Gefängnis mit einer elektronischen Fußfessel verbüßen kann, verurteilt. Seine Lebensgefährtin wurde zu einer Bewährungsstrafe von sechs Monaten verurteilt. Außerdem müssen sie Griveaux Schadenersatz in Höhe von 15.000 Euro zahlen und 5.000 Euro an Anwaltskosten übernehmen.